# Megafroneta elongata
Megafroneta elongata là một loài nhện trong họ Linyphiidae.
Loài này thuộc chi Megafroneta. Megafroneta elongata được A. David Blest miêu tả năm 1979.